# Ложкин, Владимир Васильевич
Владимир Васильевич Ложкин — голова, наместник и воевода во времена правления Ивана IV Васильевича Грозного.
Из дворянского рода Ложкины. Сын родоначальника дворян Ложкины — Василия Семёновича Карпова по прозванию Ложка.

## Биография
В 1559 году первый воевода в Карачеве, в марте третий голова в Государевом полку при боярине и князе Мстиславском, голова войск правой руки в походе против крымцев. В 1560 году первый воевода в Пронске, откуда велено ему идти на "поле" и стоять в Литве третьим воеводой Большого полка, а после отпуска с Сосны боярина и князя Воротынского, быть первым воеводою в Пронске. В этом же году в связи с крымской угрозою был первым головой при боярине и князе Бельском в Большом полку в Туле, а по роспуску больших воевод был первым воеводою в Пронске, после назначен вторым воеводою там же. В 1562 году из Острова послан к Тарвасу против литовцев в Большом полку с бояриным и князем Глинским, а потом указано ему быть вторым воеводою Сторожевого полка и за службу пожалован пол-золотой. В 1564 году третий воевода в Одоеве. В 1565 году первый воевода в Велиже, потом четвёртый воевода в Невле, а с мая в связи с литовской и крымской угрозой третий голова  при боярине и князе Бельском в Большом полку на берегу Оки. В сентябре 1566 года воевода в Одоеве. В 1569 году упомянут наместником и воеводою в Путивле.